# Cockapoo

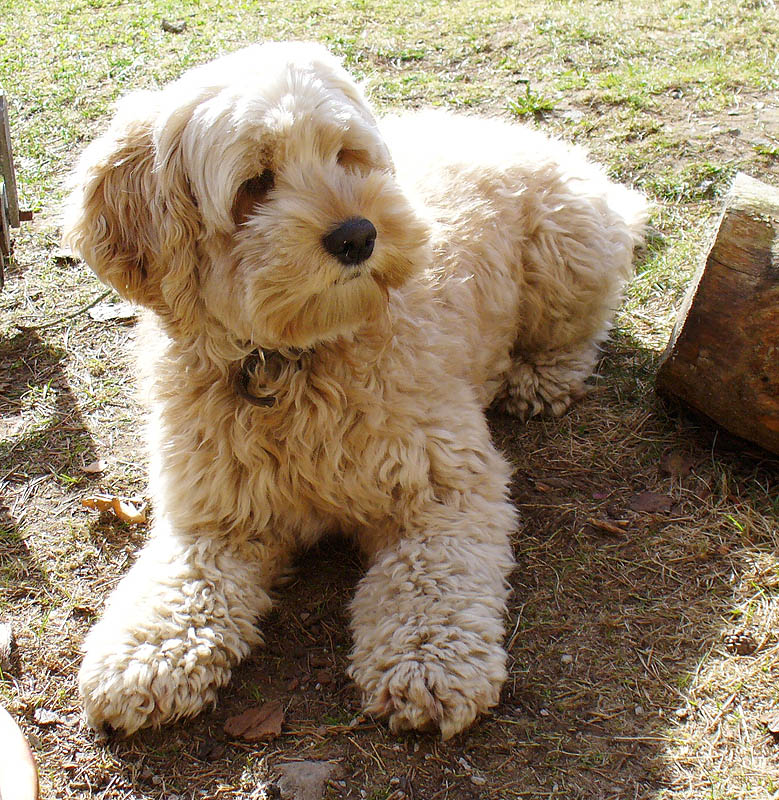
Cockapoo

Cockapoo (jinými názvy Cockerpoo, Spoodle) je kříženec kokršpaněla a pudla. Jde tzv. o designového psa, neboli hybrid dog. Toto plemeno bylo odchováno v USA. Cockapoos se dožívají přibližně 14 až 18 let, měří 25-38 cm a váží 5,4 až 11 kg. Jde o inteligentního, hravého psa, který je oddaný svému pánovi. Po kokršpanělovi mohou zdědit určité tendence k tvrdohlavosti. Tento pes potřebuje výchovu, poté se stane nepostradatelným členem domácnosti.

## Vzhled
Cockapoos mohou mít černou, bílou, stříbrnou, krémovou a další barvy srsti. Také mohou mít skvrny a pihy na čenichu nebo na stehnech.